# 维达鸟虱
维达鸟虱（学名:Ricinus vaderi）是一种鸟虱，它们寄生于分布在阿塞拜疆的草原百灵(Melanocorypha calandra)。它们的种加词源于星球大战中的角色达斯·维达。依照该物种命名人，Miroslav Valan、Oldrich Sychra和Ivan Literak的说法，用达斯·维达来命名这种鸟虱是因为达斯·维达头盔的形状和维达鸟虱头部形状相似。

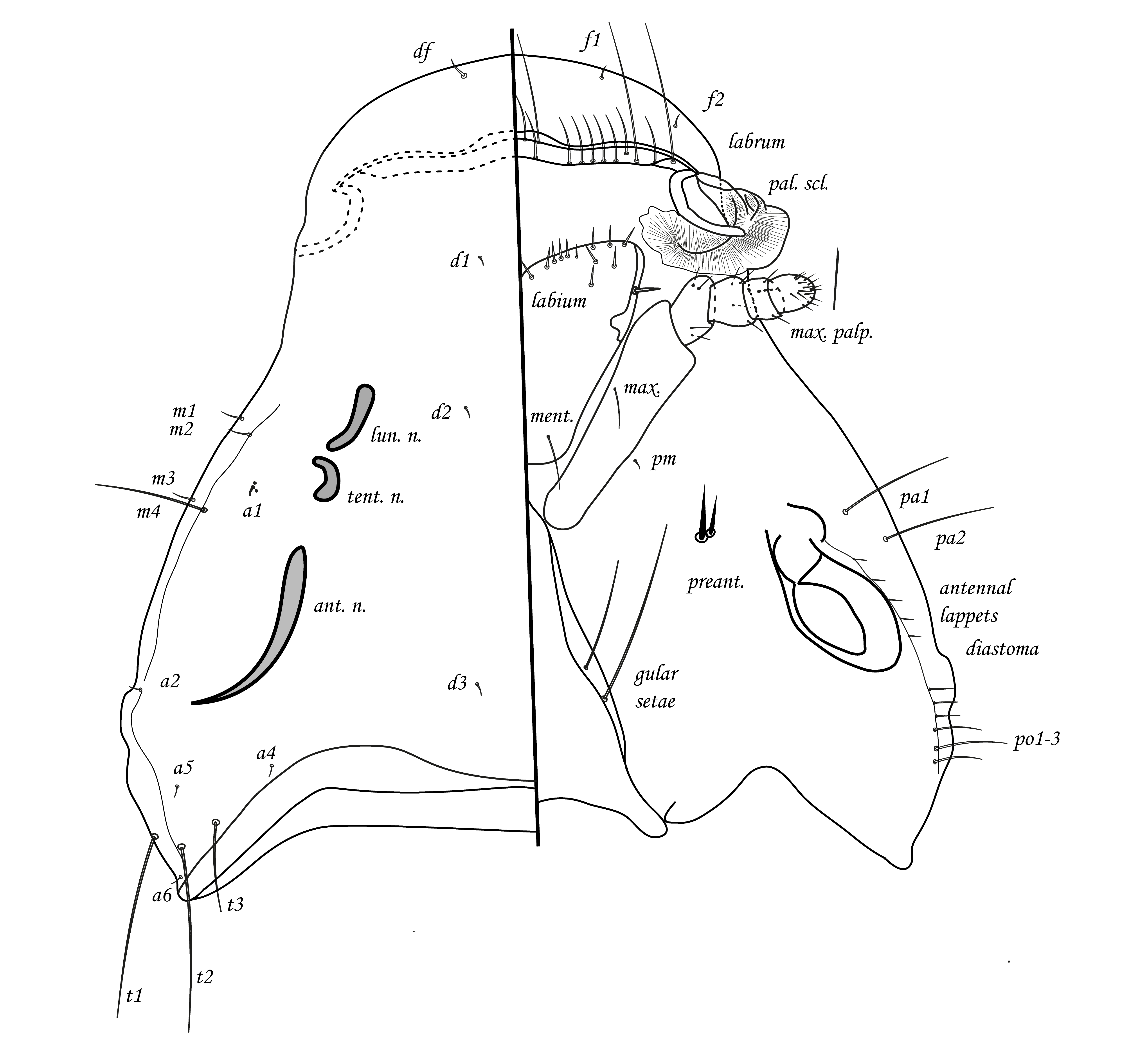
维达鸟虱的头部